# Pseudorhipsalis acuminata
Pseudorhipsalis acuminata är en kaktusväxtart som beskrevs av Georg Cufodontis. Pseudorhipsalis acuminata ingår i släktet Pseudorhipsalis och familjen kaktusväxter. Inga underarter finns listade i Catalogue of Life.